# Spotlight (album av Mikael Rickfors)
Spotlight är ett samlingsalbum från 1990 av Mikael Rickfors. Albumet släpptes tillsammans i CD-serien Spotlight av Sonet.

## Låtlista
1. "Small Time"
2. "Song For A Friend"
3. "Easy Street"
4. "Dancing on the Edge of Danger"
5. "Kickin' A Dream Around"
6. "Cobblestone Alley"
7. "Tender Turns Tuff"
8. "Walking"
9. "Yeah Yeah"
10. "Son of Cathy's Clown"
11. "We May Be Wrong (But We Won't Be Wrong Always)"
12. "Same Old Song"
13. "Blue Fun"
14. "I Wasn't Born To Lose You"
15. "Turn To Me"
16. "Skin Is Thin"
17. "When a Man Loves a Woman"